# Рубин, Эндрю
Эндрю «Энди» Рубин (англ. Andrew E. "Andy" Rubin) — американский программист, предприниматель и венчурный капиталист. В 2003 году основал компанию по разработке операционной системы для мобильных устройств Android Inc., которая в 2005 году была приобретена корпорацией Google. Рубин занимал пост вице-президента Google в течение 9 лет и руководил мобильным подразделением компании, куда входили продвижение и разработка операционной системы Android.
Эндрю Рубин покинул Google в 2014 году после обвинений в сексуальных домогательствах. После чего стал соучредителем и генеральным директором венчурной компании Playground Global. В 2015 году Рубин также помог основать стартап по производству мобильных телефонов Essential Products, который был закрыт в 2020 году, не найдя покупателя.
В 2018 году New York Times опубликовала статью, раскрывающую подробности ухода Рубина из Google в 2014 году. Стало известно, что это было увольнение, а не добровольный уход, из-за обвинений в сексуальных домогательствах к сотрудницам, и что Google выплатила Рубину выходное пособие в размере 90 миллионов долларов, чтобы ускорить процесс. Крупная выходная выплата Google вызвала серьёзные споры.

## Биография
Рубин вырос в Чаппакуа, штат Нью-Йорк, в семье психолога, который позже основал собственную рекламную компанию. Фирма его отца создавала фотографии новейших электронных гаджетов для отправки их вместе со счетами по кредитным картам. Он посещал среднюю школу Хораса Грили в Чаппакуа с 1977 по 1981 год и получил степень бакалавра наук в области компьютерных наук в колледже Ютика, в 1986 году.

## Карьера
С 1989 по 1992 годы Эндрю работал в Apple и коллеги часто в шутку называли его «Андроидом», так как он увлекался роботами. Со временем прозвище закрепилось и стало официальным названием первого крупного стартапа Рубина. После ухода из Apple, присоединился к стартапу General Magic. Также он работал над проектом Motorola Envoy в качестве ведущего инженера. До появления Android Inc.
Рубин также помог основать в 1999 году Danger Inc. — компанию, работающую в сфере создания мобильных устройств; Рубин покинул Danger, чтобы работать над Android в 2003 году, и в конечном итоге Danger была продана Microsoft в 2008 году.
После того, как Android была приобретена Google в 2005 году, Рубин стал старшим вице-президентом компании по мобильному и цифровому контенту, где он курировал разработку Android, операционной системы с открытым исходным кодом для смартфонов. 13 марта 2013 года Ларри Пейдж объявил в своем блоге, что Рубин ушёл из подразделения Android, чтобы заняться новыми проектами в Google.
В декабре 2013 года Рубин приступил к управлению подразделением робототехники Google (включая такие компании, как Boston Dynamics, которой в то время владел Google). 31 октября 2014 года он покинул Google после девяти лет работы в компании, чтобы основать венчурную компанию для технологических стартапов.

### Обвинения в сексуальных домогательствах
По данным New York Times, в то время как уход был представлен СМИ как добровольный — считалось, что Эндрю будет уделять больше времени филантропии и стартапам, генеральный директор Ларри Пейдж лично попросил Рубина об отставке после того, как заявление сотрудника о сексуальных домогательствах в отношении Рубина было признано заслуживающим доверия в ходе расследования ФБР.
Сотрудница, с которой у Рубина были внебрачные отношения, обвинила его в принуждении её к оральному сексу в гостиничном номере в 2013 году. Рубин решительно отверг эти сообщения и отрицал правонарушения, заявив: «Эти ложные обвинения являются частью клеветнической кампании, направленной на то, чтобы унизить меня во время развод и борьбы за опеку». Этот инцидент, среди прочего, привел к увольнению некоторых сотрудников Google в 2018 году из-за того, что Рубин, как сообщается, получил «выходное пособие» в размере 90 миллионов долларов, чтобы ускорить его уход из компании. В ответ Google разослала сотрудникам памятку, в которой говорилось, что ни один сотрудник, уволенный по подозрению в сексуальных домогательствах после 2016 года, не получал выплат.

### После Google
В 2015 году, после увольнения из Google, Рубин основал венчурную компанию Playground Global вместе с Питером Барреттом, Мэттом Хершенсоном и Брюсом Ликом. Компания предоставляет финансирование, ресурсы и наставничество технологическим стартапам. В 2015 году Playground Global привлекла фонд в размере 300 миллионов долларов от инвесторов, включая Google, HP, Foxconn, Redpoint Ventures, Seagate Technology, Tencent и др. Она инвестировала в несколько стартапов, например, в Owl Labs. Рубин покинул Playground Global в мае 2019 года.
После ухода из Playground Global, Рубин присоединился к стартапу Essential Products, который занимался разработкой смартфонов на системе Android. В ноябре 2017 года он был вынужден взять отпуск в Essential Products после того, как появились сообщения о неподобающих отношениях во время его работы в Google. В декабре 2017 года он вернулся к работе.
Рубин и его бывшая жена Рие Хирабару Рубин владели пекарней и кафе Voyageur du Temps в Лос-Альтосе, Калифорния, которые закрылись в сентябре 2018.

### Карьерный список
- Carl Zeiss AG, инженер-робототехник, 1986-1989.[5]
- Apple Inc., инженер-технолог, 1989-1992.[5]
- General Magic, инженер, 1992-1995.Подразделение Apple, где он участвовал в разработке Magic Cap, операционной системы и интерфейса для портативных мобильных устройств.[5]
- MSN TV, инженер, 1995-1999. Когда Magic Cap потерпел неудачу, Рубин присоединился к Artemis Research, основанной Стивом Перлманом, которая стала WebTV и в конечном итоге была приобретена Microsoft.[5]
- Danger Inc., соучредитель, 1999-2003. Основана совместно с Мэттом Хершенсоном и Джо Бриттом. Фирма наиболее известна благодаря футуристичному телефону-коммуникатору Danger Hiptop, представленному для T-Mobile под брендом Sidekick. Позже, в феврале 2008 года, Danger Inc. была приобретена Microsoft.[5]
- Android Inc., соучредитель в 2003-2005 годах.[5] Android была приобретена Google в 2005 году.[9]
- Google, старший вице-президент, 2005-2014. Отвечал за Android большую часть своего пребывания в должности.[5] С декабря 2013 года руководил подразделением робототехники Google (в которое входили компании, купленные Google, такие как Boston Dynamics).[15]
- Playground Global, основатель, 2014-2019.[32] Это предприятие фокусировалось на искусственном интеллекте и создавало новые поколения аппаратного обеспечения для технологических стартапов.[33]
- Redpoint Ventures, партнёр, 2015-2017.[32]
- Essential Products, основатель и руководитель, 2015-2020. Компания занималась разработкой смартфонов на базе Android.12 февраля 2020 года Essential Products объявила в своем блоге, что  прекращает свою деятельность.[34][35]
- Simple Things, основатель, с 2021 года. Компания занимается разработкой решений для умных домов нового поколения.[2][36]